# L3Harris OA-1K Sky Warden
El L3Harris OA-1K Sky Warden (designación de la compañía AT-802U) es un avión estadounidense de ala fija, monomotor ligero de ataque/reconocimiento armado construido por Air Tractor y L3Harris para el programa Armed Overwatch del Mando de Operaciones Especiales de los Estados Unidos (SOCOM). Se desarrolló a partir del Air Tractor AT-802, un avión estadounidense utilizado a menudo para la Agricultura.[cita requerida]
El AT-802U Sky Warden ganó la prueba Armed Overwatch y, el 1 de agosto de 2022, el SOCOM anunció un contrato de 3.000 millones de dólares para la compra de 75 aviones hasta 2029.

## Diseño y desarrollo
Con el programa OA-X la USAF estuvo durante años buscando un avión de ataque ligero que cumpliera sus requisitos. El programa se enmarcaba en la guerra contra el terrorismo que lanzó EEUU durante las dos primeras décadas del siglo XXI y específicamente en los esfuerzos de la USAF para analizar los beneficios de contar con un nuevo avión de ataque ligero de bajo costo para proporcionar apoyo aéreo táctico y otras misiones. Esto supondría también reducir costos de entrenamiento para pilotos y acelerar el tiempo de preparación de las tripulaciones. No menos importante era el objetivo de preservar y aumentar la vida útil de los aviones a reacción que venían realizando esas misiones.
El OA-1K es una adaptación militar del Air Tractor AT-802, diseñado originalmente como un avión agrícola. Su robustez y capacidad de carga lo hacen ideal para conversiones militares, especialmente para misiones de ataque ligero, vigilancia y apoyo aéreo. La transformación hacia una plataforma militar incluye una serie de mejoras estructurales y tecnológicas, entre las que se destacan:
- Fuselaje reforzado para soportar el peso adicional del armamento y del blindaje.
- Blindaje balistico en áreas críticas como la cabina y los tanques de combustible, protegiendo al avión en misiones de ataque a baja altitud.
- Capacidad STOL (despegue y aterrizaje corto), lo que permite al OA-1K operar desde pistas improvisadas, un aspecto crucial para misiones en áreas remotas o de difícil acceso.
- Estaciones de anclaje múltiples (hasta 11), para cargar una variedad de armamento, incluidos:
  - Bomba de caída libre o guiada, como las GBU-12 Paveway o las Mk 82.
  - Misiles aire-tierra, como los AGM-114 Hellfire.
  - Cohetes no guiados de 70mm.
  - Ametralladoras o cañones externos.
- Capacidad de reabastecimiento en vuelo para extender su tiempo operativo en misiones prolongadas.

## Electrónica y sensores
El OA-1K está equipado con avanzados sistemas de misión, adaptados para proporcionar tanto capacidades de ataque como de vigilancia:[cita requerida]
- Sistema electro-óptico/infrarrojo (EO/IR) para misiones de reconocimiento y designación de objetivos, permitiendo la identificación de blancos en condiciones diurnas y nocturnas.[cita requerida]
- Radar de apertura sintética (SAR) y sistemas de puntería láser, esenciales para operaciones de precisión.[cita requerida]
- Sistemas de guerra electrónica para contrarrestar amenazas como misiles tierra-aire guiados por infrarrojos.[cita requerida]

## Capacidades operativas
El OA-1K es una plataforma flexible y económica para operaciones en escenarios de baja intensidad. Las misiones típicas incluyen:[cita requerida]
- Ataque ligero: Capaz de realizar ataques precisos contra objetivos insurgentes, vehículos blindados ligeros o infraestructura crítica.[cita requerida]
- Apoyo aéreo cercano (CAS): Brinda apoyo directo a las fuerzas terrestres en combate, con la capacidad de operar en entornos complejos donde la precisión es esencial.[cita requerida]
- Vigilancia y reconocimiento: Equipado con sensores avanzados, puede proporcionar inteligencia en tiempo real sobre el campo de batalla, identificando posiciones enemigas y movimientos.[cita requerida]
- Interdicción: Puede ser utilizado para atacar rutas de suministro o evitar la retirada de fuerzas enemigas.[cita requerida]

El AT-802U está diseñado para un despliegue rápido y se puede desmontar en un día para colocarlo dentro de un solo avión de carga C-17. Luego se puede volver a ensamblar y dejarlo listo para la misión en un solo día.
El AT-802U fue designado oficialmente como OA-1K a fines de 2022.

## Operadores
Estados Unidos
- Fuerza Aérea de los Estados Unidos
  - Comando de Operaciones Especiales de la Fuerza Aérea (AFSOC) [4]

## Especificaciones (AT-802U)[citarequerida]

### Características generales
- Longitud: 10.87 m
- Altura: 3.35 m
- Peso útil: 4,000 kg
- Peso máximo al despegue: 7,257 kg

### Rendimiento
- Velocidad máxima operativa (Vno): 241 km/h (150 mph) 394 km/h (245 mph)
- Alcance: 1,300 km
- Radio de acción: 480 km (con carga útil)
- Alcance en combate: 480 km
- Alcance en ferry: 2,414 km
- Techo de vuelo: 7,620 m (25,000 pies)

### Armamento
- Ametralladoras: 2× ametralladoras FN Herstal de 12.7 mm (opcional)

- Cañones:  N/A
- Puntos de anclaje: 10 para cargar una combinación de:  
  - Bombas: Hasta 6 bombas guiadas o no guiadas, como las GBU-12
  - Cohetes: Cohetes de 70 mm
  - Misiles: AGM-114 Hellfire, misiles aire-tierra guiados por láser

[cita requerida]